# Posproducción

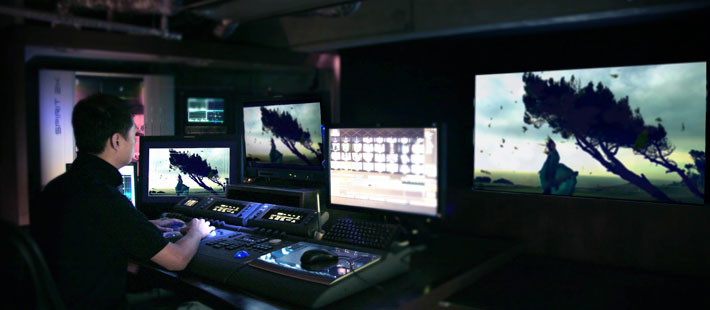
Sala de posproducción

La posproducción (también, postproducción) es la manipulación de material audiovisual, digital o analógico usado para el cine, para la publicidad, los programas de televisión o la radio. Con el desarrollo de la informática, una de sus mayores utilidades se ha convertido en producir efectos digitales, pero la edición y montaje (no lineal) del material sigue siendo su máximo cometido.
Se distinguen dos formas de posproducción: la de vídeo y la de audio (sonido).[cita requerida]
El término hace alusión al conjunto de procesos aplicados a todo material grabado o registrado: montaje, subtitulado, voz en off, efectos especiales, inclusión de otras fuentes audiovisuales y otros. Pertenece a un ámbito "tercero", al no trabajar con materia prima.[cita requerida]
Para el teórico francés Nicolas Bourriaud, las artes visuales más representativas de los últimos años amplifican y extienden el anticipatorio concepto de ready made, elaborado por Marcel Duchamp. Por consiguiente, también reflexionan sobre la fusión entre producción y consumo. Los artistas visuales realizan obras siempre a partir de materiales preexistentes: es decir, generan significado a partir de una selección y combinación de elementos heterogéneos ya dados.

## Posproducción de video
La posproducción de video engloba una serie de procesos relativos al procesamiento y la edición de distintas tomas de material visual:
- Digitalización o captura. En el caso de material analógico, consiste en la conversión a imagen digital. En el caso de película cinematográfica, es necesario un telecine o un escáner de negativo. Si trabajamos con fotografías, un escáner de mesa. Para cintas en formatos analógicos (Betacam, VHS, Hi8) o formatos digitales de video (HD, Betacam Digital, D1, DV...), un ordenador con tarjeta capturadora de video/audio que sea únicamente analógica (video compuesto, S-video, componentes...) o digital (Firewire, SDI, HD-SDI...).
- Edición.[3] Selección de material digitalizado por ejemplo con los programas Clipchamp, Adobe Premiere Pro, Apple Final Cut o Avid Media Composer, Edius,Vegas, Composer...
- Creación de material. Mediante diversas técnicas CGI se generan elementos que posteriormente se integraran en capas.
- Composición de material. Mediante diversos programas informáticos, como After Effects, Apple Shake, Autodesk Inferno, Autodesk Flame o SGO Mistika, se compone (mezcla) el material digitalizado con el material generado por CGI.
- Filmado o volcado. Dependiendo del destino, para cine se filma usando una filmadora o para video se vuelca mediante una computadora y el programa de edición/composición.

## Posproducción de audio
Los procesos que conforman la posproducción de audio son los siguientes:
- Obtención de material. Mediante la grabación de sonido en directo o en estudio. Cualquier medio magnético analógico/digital u óptico.
- Edición y efectos mediante diversos programas, como Cubase, Adobe Audition, Logic Pro, FL Studio o Pro Tools o Reaper .

## Posproducción en televisión
En la televisión, las fases de posproducción incluyen: edición, edición de video, edición de sonido, animación y las inserciones de efectos visuales, la visualización y el inicio del proceso de ventilación. Es imperativo que se ejecuta después de la producción y se supervisa la preparación hasta obtener el producto definitivo. Este proceso gana importancia en programas no directos. 

## Posproducción en fotografía
Los productores profesionales acostumbran a aplicar un determinado rango de operaciones de edición de imágenes al formato de imagen en sucio proporcionado por un fotógrafo o un banco de imágenes. Hay una variedad de software propietario y de código abierto que se ejecuta en una serie de sistemas operativos disponibles para llevar a cabo este trabajo. 
La primera etapa de la posproducción suele requerir la carga de las imágenes en sucio al software de posproducción. Si hay más de una imagen, y pertenecen a un conjunto, idealmente los posproductores intentan igualar las imágenes antes de cargarlas. Después de esto, si es necesario, el siguiente paso sería cortar los objetos a las imágenes con la herramienta "Pen" para un corte perfecto y limpio. La siguiente etapa sería la de limpieza de la imagen mediante herramientas como la de curación, la de clonaje y la de pegado. 
Las próximas etapas dependen de lo que el cliente haya ordenado. Si se trata de un montaje fotográfico, los posproductores suelen comenzar a montar las diferentes imágenes al documento final y a integrar las imágenes con el fondo. 
En publicidad, suele requerir montar diversas imágenes en una foto-composición. 
Tipos de trabajos habituales: 
-Publicidad que requiere un fondo (como una o más imágenes para montar) y uno o más modelos. (En general, cuantas más veces se consumen imágenes de bancos de imágenes que no tienen mucha calidad y tienen luz y colores diferentes, ya que no han sido controladas por un solo fotógrafo en una sola ubicación).
-Fotografía de productos que suelen requerir diversas imágenes del mismo objeto con luces diferentes, y montadas juntas, para controlar reflejos ligeros y no deseados, o para montar piezas que serían difíciles de conseguir en un tiro, como por ejemplo un vidrio de cerveza para una publicidad. (A veces, para compilar una imagen de un vaso de cerveza, se requieren 4 o 5 imágenes: una para la base, una para la cerveza, una para la etiqueta, una para la espuma y otra o más para salpicar la cerveza, si así se desea). 
-Fotografía de moda que suele requerir una posproducción muy pesada para editoriales o publicitarios.

## Posproducción en cine
En el cine la posproducción se inicia en el laboratorio, en el revelado comienza a darse los efectos visuales que pueden determinar el carácter de un film, a través de los cambios en la temperatura, tiempos de revelado y el trabajo con la dosificación de los químicos para la fijación en el celuloide antes de entrar en el montaje. Entendemos el montaje como el proceso en el cual se selecciona y ordenan los diferentes planos en un lugar determinado de la cinta para así generar en el espectador una sensación de continuidad tanto en el aspecto narrativo como visual. De esta manera, el montaje es un aspecto fundamental a la hora de crear ficción, en la medida que determina la concepción y la intención comunicativa de una propuesta audiovisual.[cita requerida]

### Origen del montaje audiovisual
El montaje o la edición no nace a la vez que el cine. En un principio, el interés por el hecho de poder ver imágenes en movimiento, hacía innecesaria la existencia de un relato narrativo. De ahí que las películas se limitaban a mostrar hechos cotidianos o agrupar tomas sin ningún criterio dramático. La cámara se mantenía en una posición fija y siempre alejada de la acción. Así pues, la interpretación de los personajes era la intención predominante en estos primeros filmes.
El director estadounidense Edwin S. Porter descubrió que la organización de las presas en sus películas podía hacer que estas recobraran un mayor dinamismo. De este modo, se llegó a la conclusión de que la presa es la pieza fundamental con la que se han de construir los filmes, siempre a través del montaje o la edición de estas. 
Sin embargo, Porter, no usaba el ritmo en el montaje para otorgarle un sentido dramático a la historia, fue Griffith quien consiguió desarrollar el montaje en su estricto sentido como actualmente se conoce. Sin embargo, Porter ayudó al esclarecimiento de la narración fílmica, pero fue Griffith quien consiguió que la yuxtaposición de tomas mediante el montaje tuviera un efecto dramático sobre la historia que se narraba. A Griffith se le atribuye la variación de planes, la inserción, el montaje en paralelo, el travelling y las variaciones de ritmo en la edición. Su influencia llegó hasta cineastas rusos como Pudovkin o Eisenstein.

## Herramientas de posproducción para la manipulacción de la comunicación audiovisual
Otra manera de entender la posproducción es partiendo del engaño y la manipulación de la información que recibe el espectador, el cual nunca presencia el material base sin edición ya sea en el cine, en la televisión, en la radio o en los medios interactivos. Hay varias herramientas, ya centrándose en el ámbito audiovisual, es decir, dejando de lado la radio, que pueden modificar algunos componentes del material audiovisual. Así pues, haciendo uso de estas herramientas es posible cambiar el sentido de un mismo producto únicamente haciendo uso de la posproducción. Esto se explica con un ejemplo muy sencillo similar al efecto Kuleshov, el cual demostraba, encuadrando y ordenando una historia en una secuencia de diferentes maneras, que la manipulación del contexto puede alterar la percepción del espectador, quien es partícipe en el proceso de creación de significados. Partiendo de una escena en la que aparece un personaje caminando frontalmente a cámara por un parque, con una bolsa en la mano, introduciendo una música alegre y otorgando a la imagen una temperatura alta, la información que recibimos como público es que el personaje está contento. Si, por el contrario, la temperatura es baja y la música melancólica, pensaremos que este está triste. Pero, ahora bien, si recortamos el encuadre en un momento determinado y hacemos destacar la bolsa que lleva en la mano, daremos un sentido totalmente diferente, creando suspenso y preguntas en la cabeza del espectador del tipo "¿Qué contiene la bolsa?" , "¿Qué pasará con la bolsa?". 

### Manipulación de la luz
La luz acompañada del color es un elemento muy destacado para generar emociones y dispone de gran importancia para dar significados a las imágenes. 
En la composición cinematográfica, al igual que en la fotográfica o la pictórica, existen geometrías como el punto, la línea o la zona áurea, que conforman la imagen de manera organizada, poniendo en una armoniosa relación todos los elementos del plano. Pero aparte de estos elementos del espacio existen otros dos, que son fundamentales: la luz y el color.
La luz es un elemento muy necesario en la composición, principalmente por su capacidad para determinar el significado de una imagen y para expresar diversas emociones. Hay que aclarar que sin luz, no hay cine. 

No se puede hablar de la luz, sin hablar del color. El color proporciona mayor adecuación de la imagen a la realidad, ya que el mundo es en colores, pero del mismo modo, nos ofrece una amplia libertad para el juego creativo, ya que el cine busca, a veces, manipular el color alejándose del realismo. Ambos elementos forman la arquitectura de luces, sombras y tonalidades de las imágenes que se ofrece al espectador. Su uso influye de manera total en la belleza de la película y en las emociones que ésta transmite al público, ya que están relacionados con la psicología humana. 
"La luz es lo que permite y caracteriza la visión. Su importancia dentro del cine aparte de proveer la escena de luz suficiente para poder grabarla y que ésta se vea, da un aspecto creativo que hace crear un determinado ambiente."(Pereira Domínguez, C. 2005)
"Esta segunda función es muy explotada en el cine mediante diversas técnicas de iluminación que, en resumen, consisten en contrastes, sombras y claros, influyendo en el significado de la imagen, expresando emociones, diferenciando aspectos, creando ambientes, generando volúmenes , potenciando la nitidez de la imagen o difuminándola, etc." (Aguilar, P., 1996)
La luz, sobre todo lo artificial, permite ser controlada mediante su intensidad, la dirección, la calidad o el color. Así, creando sombras, arrugas, efectos psicológicos del personaje, etc. En función de donde se coloque, la atmósfera o el ambiente de la película cambia. Hay varias clasificaciones de la luz dentro del cine, ya que puede clasificarse por diferentes criterios.

### Manipulación en el cromatismo
El color es un elemento fundamental para la estética de una película, pero aún lo es más para contar historias. El cromatismo es una poderosa herramienta que se utiliza usualmente para transmitir sentimientos y acercar los personajes y sus emociones al espectador. Estos recrean una atmósfera para cada película. Aunque no nos demos cuenta todo film es dotado de una gama específica de colores. Así pues, cuando se quiere expresar tristeza se hace uso de colores fríos, mientras que cuando queremos representar felicidad, optamos por los cálidos. No es ningún secreto el hecho de que los colores tengan la capacidad de manipulación de los estados de ánimo y emociones de la gente, ya que lo vemos con el marketing, el cual es utilizado para comunicar la idea de una empresa o de una marca. Todo esto tiene que ver con la psicología y se ha investigado durante mucho tiempo. 

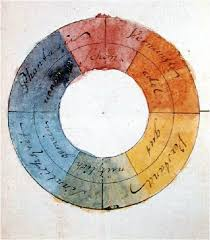
Ilustración del libro Teoría de los colores

La psicología del color comenzó con Goethe en su libro Color Theory, el alemán propuso un significado universal para los tonos básicos y algunas mezclas, esta teoría sigue hoy en día vigente aunque algo renovada. Por ejemplo, debemos a Fausto la idea de colores tristes y colores alegres.
En la actualidad, las películas y su cromatismo se ven favorecidas por la tecnología de la corrección cromática digital, esto supone una novedad en la visión estandarizada del tratamiento del color que había.
Cada color representa una serie de ideas, la mayoría de películas se abastecen de esta técnica para crear una intención u otra al espectador en cada escena. 
El cromatismo actúa, desde que somos niños y estamos aprendiendo, en nuestra psicología, de esta manera, podemos decir que colores como el verde y el rojo de manera conjunta, en diferentes variaciones de saturación y luminosidad, simbolizan el amor de pareja heterosexual. Hitchcock es uno de los primeros directores que emplea esta combinatoria para remarcar la complementariedad o la química de las parejas en sus filmes.
Por otro lado, podemos decir que los colores claros atraen mucho más la mirada que los oscuros, y que los colores cálidos dan sensación de mayor proximidad que los fríos. Los colores primarios conducen directamente nuestra mirada hasta el punto donde se encuentran presentes y los contrastados dan al espectador una sensación desagradable e impactante. Los directores, siguiendo este simbolismo, crean potentes efectos psicológicos en cuanto a su influencia, pero que son muy sutiles a la hora de presentarlos, ya que el público no presta atención cada vez que las tonalidades varían. 
| Color    | Significado                                                                                          |
| -------- | --- |
| Azul     | Profundidad del sentimiento, unificador, tranquilidad, inteligencia, frío, enfermedad y melancolía.  |
| Verde    | Esperanza, naturaleza, serenidad, liderazgo, persistencia, irrealidad.                               |
| Rojo     | Fuerza de voluntad, competitividad, autoridad, fuerza, peligro, pasión, amor, sexualidad y erotismo. |
| Amarillo | Optimismo, diversión, seguridad, originalidad, alegría.                                              |
| Gris     | Neutralidad, elegancia, vejez, decadencia, aburrimiento, tristeza, catástrofes, guerra.              |
| Morado   | Lujo, misterio, extravagancia, mágico, afectivo.                                                     |
| Rosa     | Feminidad, paz, delicadeza, ternura.                                                                 |
| Naranja  | Cambio, creatividad, exótico, energía, infancia, fuego, purificación.                                |

### Manipulación con el montaje
El montaje lo definimos como la organización de diferentes planos de una película según las determinadas condiciones de orden y de duración a las cuales se ven sometidos.
Las funciones fundamentales del montaje son las siguientes:
- Reproducir sensación de movimiento.
- Reproducir sensación de ritmo.
- (En algunos casos concretos) otorgar una ideología.

Todas estas están destinadas a modificar el sentido o significado de lo prèviamente filmado fragmentándolo, recortándolo, desordenándolo o dándole un nuevo orden totalmente diferente al original.
Dentro del montaje cinematográfico distinguiríamos dos grandes grupos: el montaje narrativo y el expresivo.

#### Montaje narrativo
El montaje narrativo tiene por objetivo relatar una acción y desarrollar una serie de eventos. Se distinguen cuatro tipos de montajes narrativos: el lineal, el invertido, el paralelo y el alterno. 
- Montaje lineal: En este tipo de montaje se observa que la acción transcurre cronológicamente sin hacer ningún salto en el espacio ni en el tiempo. Es el montaje más fácil y sencillo de entender, ya que toda la acción transcurre al igual que en la vida real, además los personajes evolucionan a lo largo del film. Normalmente el clímax de la narración se encuentra hacia el final, de esta manera el espectador mantiene atención durante toda la película, la cual es constante, progresiva y uniforme. En un principio, los hermanos Lumière, filmaban las películas desde un mismo plano como si el espectador estuviera ante un escenario de teatro. Su montaje consistía en el cambio de los rodillos de la película en el orden adecuado para verlo en el reproductor.
- Montaje invertido: En este tipo de montaje las acciones no se relatan siguiendo un orden cronológico, sino que son frecuentes los saltos de tiempo, historias dentro de la historia principal que nos propone la película. Es muy utilizado para expresar un recuerdo de un personaje, a esto lo llamamos Flashback. Por el contrario, cuando el personaje hace un salto espacial y de tiempo hacia el futuro y luego vuelve al presente como método de anticipación de algún hecho, lo llamamos Flashforward. Un ejemplo de flashback o analepsis lo encontramos en la película Citizen Kane de Orson Welles en la que el protagonista nos cuenta toda su vida a partir de un recuerdo de la infancia.
- Montaje en paralelo: Este tipo de montaje consiste en montar fragmentos de dos o más escenas que pasan en un tiempo y espacio diferente, de forma sucesiva intercalándolos con el fin de potenciar un clímax dramático y dar una sensación diferente al espectador o conducir la narración hacia un punto de convergencia. Por lo tanto, es el espectador quien establece la relación entre las acciones mentalmente. Estas acciones no tienen por qué ser siempre simultáneas. Las escenas son filmadas por separado pero con la ayuda del montaje se dan a entender al espectador, intercalándose entre ellas para mostrar todas las historias a la vez. El primer montaje en paralelo que se hizo en la historia del cine se encuentra en Life of an american fireman. Y a lo largo del tiempo se han filmado variedad de películas siguiendo este montaje, como por ejemplo el western High Noon de Fred Zinneman.
- Montaje alterno: Este tipo de montaje consiste en relatar varias acciones de diferentes personajes que se producen de manera simultánea y que acaban confluyendo en el tiempo y en el espacio. Como ejemplo tendríamos la película El Padrino, al final de la cual se relata el nacimiento y la muerte de dos personas diferentes al mismo tiempo.

#### Montaje expresivo
El montaje expresivo es todo aquel montaje que busca comunicar algo al espectador, ya sea un determinado efecto rítmico o ideológico, además relata unas acciones. Se trata, por tanto, del uso más artístico del montaje. Eisenstein o Griffith fueron dos montadores brillantes en este sentido. Debemos distinguir entre el montaje intelectual, el constructivo y el rítmico. 
- Montaje intelectual: Eisenstein fue el cineasta que destacó más en el panorama cinematográfico con los montajes intelectuales. Estos se caracterizan por presentar las imágenes de una manera bastante complicada de entender para la mayoría del público. Este tipo de montaje está basado en el sentido metafórico de planos completamente diferentes para expresar una idea que no tiene porqué tener relación con el dramatismo de la historia. Puede resultar difícil de leer o molestar al espectador dado que se hace evidente que la película ha tenido un montaje detrás y a veces la narración puede perder credibilidad. Un ejemplo sería la película El acorazado Potemkin.
- Montaje constructivo: En este tipo de montaje se utilizan planos individuales y fragmentados que conforman el filme. Son planos que no están en conflicto el uno con el otro, por lo tanto, el trabajo del espectador es reconstruir el todo mediante los planos, y el significado es la suma del todo. La película La madre de Pudovkin es un claro ejemplo.
- Montaje rítmico: Este tipo de montaje está basado tanto en la duración de los planos como en el movimiento dentro de cada fotograma. El encuentro entre montaje y ritmo está estrechamente conectada con las teorías y prácticas de vanguardia atadas al cine. El montaje, como combinatoria que apela a la alternancia y creación de ritmos, puede operar en la organización de planos que ni siquiera poseen imágenes; sólo articulan formas y texturas. La vuelta a la razón de Man Ray es un buen ejemplo.

### Manipulación con la música
La música es uno de los elementos fundamentales de la narración cinematográfica. Esta juega un papel muy destacado tanto en la narración cinematográfica como en la estética de las películas. Pero más allá del cine como tal, la música también es en la mayoría de los casos presente en todo producto audiovisual desde los documentales, los cortometrajes y hasta los anuncios comerciales. 
Desde los inicios del cine, la música siempre ha desarrollado un papel muy especial en la película. Esto lo podemos ver muy claramente, ya que antes de la llegada del cine con diálogos, la música era la herramienta más necesaria para ayudar a la narrativa. Dentro del cine mudo, se expresan los sentimientos de los personajes mediante los diálogos, las expresiones faciales de los actores y la banda sonora, todo ello en conjunto haría transmitir la emoción necesaria para cada instante.
La música tiene la capacidad de influir sobre los sentimientos y las emociones que el espectador experimenta a lo largo de la película, anticipando una situación determinada como ocurre en la célebre escena de la ducha del filme Psicosis de Hitchcock, donde se deja ver a través de la música el desenlace.

#### Funciones de la música dentro del cine[13]
- La música es capaz de crear el ambiente de una historia en un tiempo y lugar determinado. Por ejemplo, las escenas relacionadas con la antigüedad no cuentan con la misma música que las escenas que suceden en un tiempo moderno.
- Contribuye al desarrollo del elemento psicológico en los personajes, además nos indica lo que sienten. Gracias a ella conocemos la personalidad de los personajes expuestos.
- Sirve como fondo para los diálogos y para dar un punto de sentimentalismo o dramatización. O bien para sustituir aquellos que sean innecesarios. Por poner un ejemplo, en las típicas escenas de amor, cuando los dos protagonistas se conocen y empiezan a entablar una conversación, muchas veces no la escuchamos, sino que sentimos una música adecuada para la escena.
- Permite unir escenas que sin esta serían difíciles de conectar, también nos ayuda a hacer más claras y accesibles algunas escenas. La música, por lo tanto, colabora a que el espectador reciba claramente la lectura que el director quiere que se haga de una escena o de una acción.

- Puede influir sobre los sentimientos y emociones que el espectador experimenta.
- Caracteriza personajes y situaciones, aparte de expresar los sentimientos de un personaje en un momento dado, ésta puede ayudarnos a explicar su carácter o su forma de ser. Aquí podemos hablar del leitmotiv, que es una herramienta fundamental para crear una caracterización musical, esta consiste en asociar una melodía o un motivo musical concreto a un personaje cada vez que entra en escena. También pueden asociarse leitmotivs con ambientes o situaciones determinadas. El leitmotiv no sólo expresa algo del carácter del personaje, sino que además, lo acompaña casi siempre. Esta técnica la inventó Richard Wagner para aplicarla a sus óperas y la llevaron a la industria del cine norteamericano algunos compositores de origen austríaco y centroeuropeo.

#### Tipo de música
Hay dos maneras de introducir la música en una escena: como música diegética o como música incidental. 
La música diegética es la música que forma parte de lo que está sucediendo en la acción, surgiendo de elementos que están presentes en la escena como un grupo de música, gente cantando, una radio, un disco que algún personaje pone o la que escucha alguien desde el teléfono móvil, etc. Algo significativo en esta es que los personajes de la acción también pueden escucharla.
En cambio, la música incidental es una música que acompaña la acción pero no pertenece a esta, por lo tanto, a diferencia de la diegética, los personajes no pueden escucharla, de este modo sólo tiene sentido para el espectador.
A veces encontramos lo que se llaman falsas diégesis, es decir, interacciones entre música diegética y música incidental. Esto ocurre cuando una melodía comienza como diegética y acaba volviéndose incidental. 

### Manipulación con los efectos de sonido y la modificación del audio
Dentro de la banda sonora de cualquier proyecto audiovisual distinguimos tres elementos: la música, los diálogos y la voz en off, y los efectos sonoros. Un efecto de sonido o efecto de audio es un sonido generado o modificado artificialmente, o un proceso de sonido empleado con fines artísticos o de contenido en el cine, la televisión, las grabaciones musicales, los videojuegos, los dibujos animados, las representaciones en directo de teatro o musicales y otros medios. En el cine y las producciones televisivas, los efectos de sonido se graban y reproducen para dar un contenido narrativo o creativo sin el uso de diálogo o música. El término se aplica frecuentemente a un proceso aplicado a una grabación, no a la grabación en sí misma. En la producción cinematográfica y televisiva profesional, el diálogo, la música y los efectos de sonido se tratan como elementos separados. 
La parte auditiva de una película muchas veces es infravalorada, pero recordemos que todo producto audiovisual está compuesto de la parte auditiva y la visual y éstas se necesitan de ellas mismas y de su colaboración para crear un sentido y sobre todo una intención. Los efectos de sonido son una parte fundamental del filme, ya que su función es incrementar el realismo y ayudar a sumergirnos en la historia y entender lo que está sucediendo.
Los efectos sonoros engloban todo tipo de ruidos, aunque no se vean ni se preste atención, en la mayoría de casos. De esta manera la película crea una atmósfera ideal para cada escena.
Los sonidos que aparecen en una película se pueden dividir en tres grandes grupos:
- Efectos de sonido: Ruidos como explosiones, pasos de personas, tráfico, viento, etc.
- Música: Acompaña muchas escenas atribuyendo una atmósfera especial a cada una. Esta es conocida como banda sonora.
- Voz doblada de los actores (diálogos): La voz de los actores o dobladores, la cual suele ser registrada en unas salas especiales insonorizadas y con los óptimos micrófonos.

No todos los efectos sonoros se consiguen de la misma manera ni con el mismo método. Una gran parte son reproducidos con el mismo objeto a simular como en el caso de unos pasos de alguien que lleva botas o tacones, pero en otros casos se suelen imitar con otros materiales, como por ejemplo el galope de los caballos, que se hace picante con cocos sobre madera. La mayoría de estos sonidos son luego modificados digitalmente, para conseguir la perfección a la que se quiere llegar. 

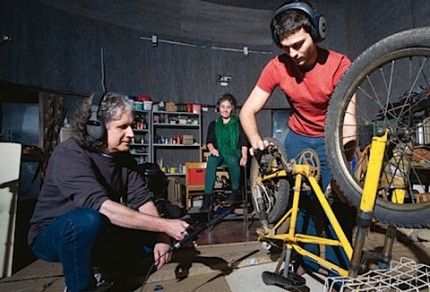
Artistas Foley grabando el sonido de los pedales de una bicicleta

Este trabajo lo hacen los diseñadores de sonido o artistas Foley. Además se encargan de contactar con gente para saber dónde encontrar diferentes sonidos como por ejemplo la demolición de un edificio. Muchas veces se utiliza más de un micrófono para registrar un sonido desde diferentes perspectivas (multipistas). Un buen ejemplo de las multipistas lo encontraríamos a la hora de grabar un coche cuando arranca: se suelen colocar tres micrófonos: el primero se sitúa dentro del automóvil, el segundo bajo el capó y el tercero en el tubo de escape, a fin de captar tanto el ruido del motor que proviene de debajo del capó como el ruido de las emisiones y las vibraciones del tubo. Una vez registrado el sonido, se utiliza un software de sonido no lineal, lo que permite a los profesionales en la materia, es decir los ingenieros de sonido, mezclar los diversos sonidos mediante capas y modificar su onda, tonalidad o timbre. 
A lo largo de los años se han creado nuevas técnicas modificadoras del sonido muy utilizadas en el ámbito del cine, como las siguientes:
- La reverberación: se emplea para mejorar la calidad de audio y que este sea más inteligible gracias a materiales que condicionan su acústica.
- El flanging: un sonido metálico muy utilizado sobre todo en las intros de las películas.